# Tümlingbach
Der Tümlingbach ist ein linker Zufluss zu Donau bei Marbach an der Donau in Niederösterreich.
Er entspringt nordwestlich des Hirschensprungs, einer markanten Passage an der Südabdachung des Ostrongs auf 520 m ü. A. Höhe und fließt von dort in einem tief eingeschnittenen Tal nach Süden zur Donau, in die er etwa bei Stromkilometer 2052 mündet. Hier befindet sich auch die namengebende, sonst weitgehend unbedeutende Ortslage Tümling. Insgesamt hat der Tümlingbach knapp über 300 Höhenmeter Gefälle. In seinem gesamten Verlauf ist der Bach die Grenze zwischen den Gemeinden Marbach an der Donau und Persenbeug-Gottsdorf. Sein Einzugsgebiet umfasst dabei 1,9 km² in weitestgehend bewaldeter Landschaft.